# Formation de Morrison
La formation de Morrison est une formation géologique datant du Jurassique supérieur qui recouvre une large partie de l'ouest des États-Unis, du Montana à l'Arizona et de l'Utah au Colorado. Des formations équivalentes existent aussi au Canada. La formation de Morrison est composée de grès, de siltites et de calcaires. C'est une des formations d'Amérique du Nord les plus riches en fossiles, notamment de dinosaures. La plupart des fossiles se trouvent dans des couches de siltstones et de grès déposés dans les lits de rivières et leurs plaines inondables.
Les sédiments constituant cette formation se sont déposés au cours du Jurassique supérieur, au Kimméridgien et au Tithonien, il y a environ entre 156.3 et 146,8 Ma (millions d'années),.

## Situation géographique
Elle couvre une superficie de 1,5 million de kilomètres carrés et est centrée sur le Wyoming et le Colorado, avec des affleurements dans le Montana, le Dakota du Nord, le Dakota du Sud, le Nebraska, le Kansas, et des enclaves dans l'Oklahoma, le Texas, le Nouveau-Mexique, l'Arizona, l'Utah et l'Idaho. Une partie importante se trouve également au Canada.
Seule une infime fraction est accessible pour les géologues et les paléontologues : plus de 75 % du site reste enseveli sous la prairie à l'est tandis qu'une grande partie de son étendue à l'ouest a été érodée pendant la formation des montagnes Rocheuses. Dans les états du Colorado, Nouveau-Mexique et Utah, la formation de Morrison est exploitée pour son minerai d'uranium, une des principales zones de production de ce minerai aux États-unis.

## Étymologie et historique
La formation géologique a été nommée d'après la ville de Morrison dans le Colorado où le géologue et homme politique Arthur Lakes a découvert les premiers fossiles en 1877.
Dès cette année là, cette région devint le siège de la célèbre guerre des os, une rivalité exacerbée dans la recherche et la description de nouveaux fossiles entre deux paléontologues pionniers américains, Othniel Charles Marsh et Edward Drinker Cope.

## Environnements de dépôts et lithostratigraphie

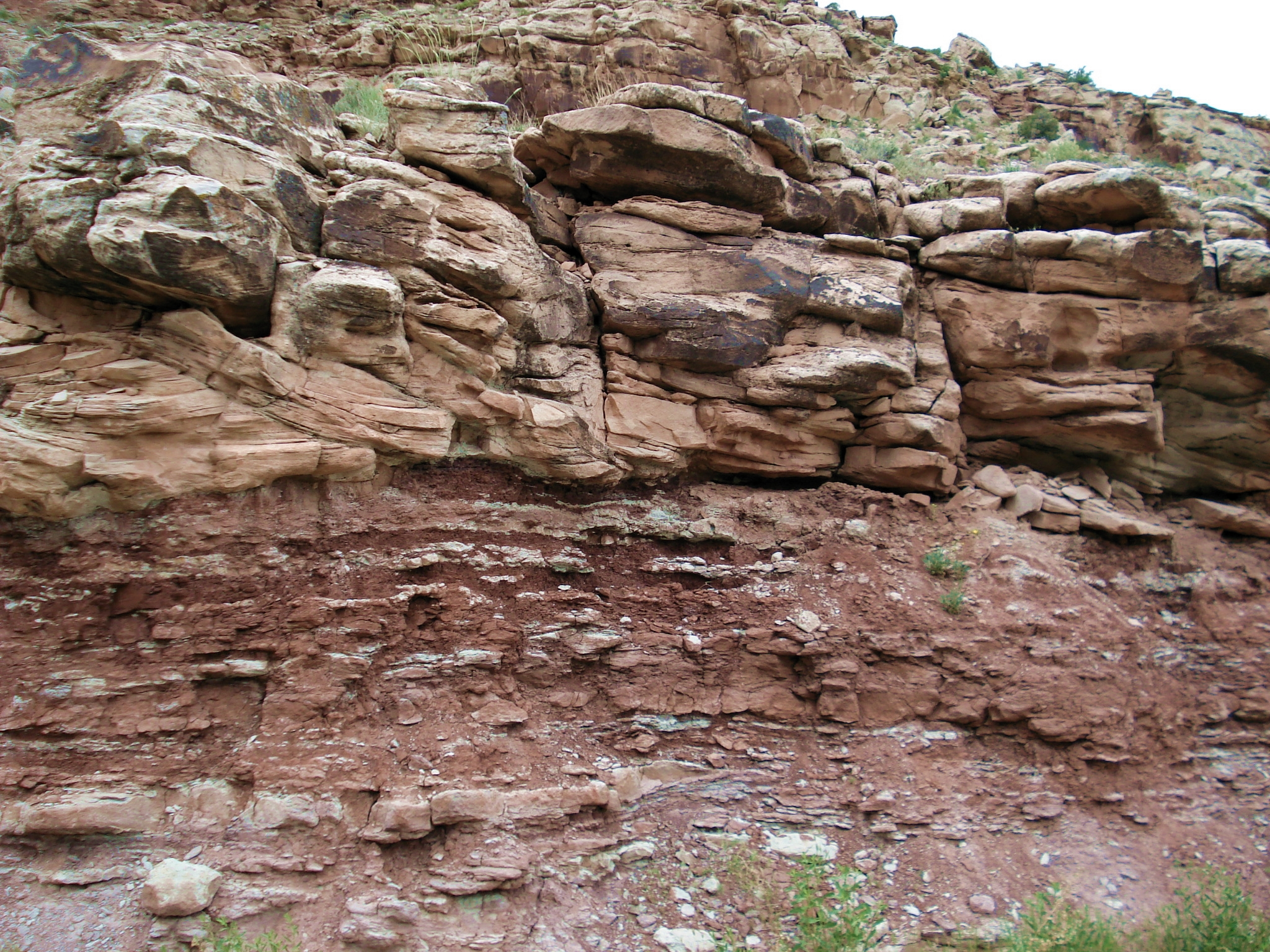
Calcaires rougeâtres fins (mudstones) du membre de Tidwell surmontés par les grès blanchâtres du membre de Salt Walsh au sud de Cisco (Utah).

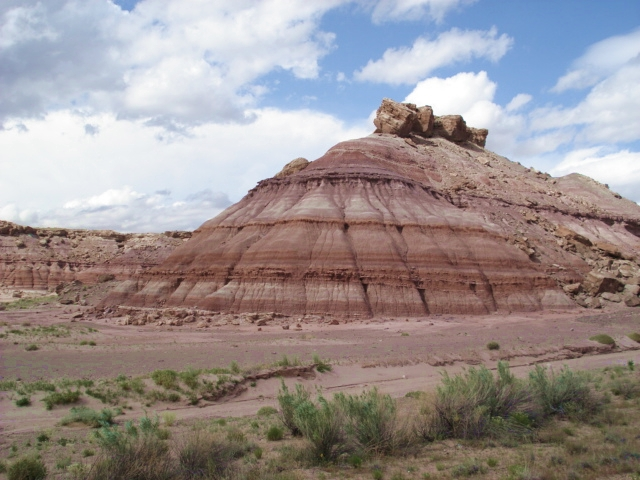
Faciès du membre du Brushy Basin sur le plateau du Colorado.

Sur le plateau du Colorado, la formation de Morrison est subdivisée en quatre sous-unités ou membres, de bas en haut :
1. Membre de Windy Hill : ce niveau de base s'est déposé dans des environnements marins peu profonds et de zones de marée sur la côte de la mer épicontinentale de Sundance ;
2. Membre de Tidwell : la mer de Sundance se retire vers le Wyoming pour laisser la place à des environnements de lacs et de vasières ;
3. Membre de Salt Wash : il s'agit du premier niveau stratigraphique d'environnement entièrement terrestre, de plaine alluviale en milieu semi-aride avec des vasières qui se développent lors des saisons plus humides ;
4. Membre du Brushy Basin : dans un environnent toujours terrestre, les rivières en provenance l'ouest déposent des sédiments carbonatés très fins (mudstones) avec de nombreux niveaux de cendres volcaniques. Ces derniers produisent de la bentonite, générant une texture en « pop-corn » caractéristique de ce niveau. Le bassin abrite aussi un lac alcalin géant, appelé le lac T'oo'dichi', et de grandes zones humides.

La sédimentation de la formation de Morrison se termine il y a environ 147 Ma (millions d'années), elle est suivie par une phase de non-dépôt et d'érosion qui dure environ 30 Ma et se traduit par une discordance surmontée par différentes formations géologiques du Crétacé inférieur dont la formation de Cedar Mountain et la formation de Cloverly.

## Paléontologie

### Amphibiens
| Genre           | Espèce          | État             | Membre | Fossiles                                  | Notes |
| --------------- | --------------- | ---------------- | ------ | ----------------------------------------- | --- |
| Comobatrachus   | C. aenigmaticus | - Wyoming        |        |                                           | Un genre douteux créé par O. C. Marsh.                                                                    |
| Comonecturoides | C. marshi       | - Wyoming        |        | Représenté par un seul fémur              | Considéré comme un nomen dubium car le nom est basé sur des fossiles avec des caractères non distinctifs. |
| Enneabatrachus  | E. hechti       | - Utah - Wyoming |        |                                           | Un petit discoglossidé d'une masse de quelques grammes.                                                   |
| Eobatrachus     | E. agilis       | - Wyoming        |        |                                           | Un genre douteux créé par O. C. Marsh.                                                                    |
| Iridotriton     | I. hechti       |                  |        |                                           | Un salamandroïde basal proche des salamandres actuelles.                                                  |
| Rhadinosteus    | R. parvus       | - Utah           |        | Connu par de nombreux spécimens associés. | Un pipoïde et possible rhinophrynidé, Rhadinosteus parvus d'une longueur de seulement 4,2 centimètres.    |

### Arthropodes
| Genre         | Espèce           | État       | Membre         | Fossiles                                                                | Notes           |
| ------------- | ---------------- | ---------- | -------------- | ----------------------------------------------------------------------- | --------------- |
| Parapleurites | P. morrisonensis | - Colorado |                | Une aile antérieure.                                                    | Une sauterelle. |
| Tektonargus   | T. kollaspilus   | - Colorado | - Brushy Basin | Cinq spécimens décrits dans la publication originale de cet ichnogenre. |                 |

### Choristodères
| Genre       | Espèce      | État                                                  | Membre | Fossiles | Notes                                                        |
| ----------- | ----------- | ----------------------------------------------------- | ------ | -------- | ------------------------------------------------------------ |
| Cteniogenys | C. antiquus | - Colorado - Oklahoma - South Dakota - Utah - Wyoming |        |          | Un champsosauridé d'une longueur entre 25 et 50 centimètres. |

### Pseudosuchiens
Ces crocodiliens et apparentés sont très communs dans la formation de Morrison, ils montrent une grande variété de taille et d'habitat. Il s'agit de petits crocodiles terrestres comme les Hallopodidae Hallopus victor et Macelognathus vagans. Parmi les crocodiliens plus évolués, se trouvent Diplosaurus ferox, Amphicotylus, Hoplosuchus kayi.
| Genre              | Espèce          | État                 | Membre                     | Fossiles | Notes | Images |
| ------------------ | --------------- | -------------------- | -------------------------- | -------- | ----- | ------ |
| Amphicotylus       | A. gilmorei     | - Wyoming            |                            |          |       |        |
| Amphicotylus       | A. lucasii      | - Colorado           |                            |          |       |        |
| Amphicotylus       | A. stovalli     | - Oklahoma           |                            |          |       |        |
| Diplosaurus        | D. felix        | - Colorado           |                            |          |       |        |
| Eutretauranosuchus | E. delfsi       | - Colorado - Wyoming |                            |          |       |        |
| Fruitachampsa      | F. callisoni    | - Colorado           | - Brushy Basin - Salt Wash |          |       |        |
| Hallopus           | H. victor       | - Colorado           |                            |          |       |        |
| Hatcherichnus      | H. sanjuanensis | - Colorado - Utah    |                            |          |       |        |
| Hatcherichnus      | Indéterminé     | - Utah - Wyoming     | - Salt Wash                |          |       |        |
| Hoplosuchus        | H. kayi         | - Arizona - Utah     |                            |          |       |        |
| Macelognathus      | M. vagans       | - Colorado - Wyoming |                            |          |       |        |

### Poissons
Malgré le climat semi-aride dominant lors du dépôt de la formation de Morrison, il y a toujours eu suffisamment de plans d'eau alimentés par les pluies de la saison humide pour que se développe une ichthyofaune composée de nombreuses espèces de poissons, qui se retrouvent fossilisées dans les sédiments.
| Genre           | Espèce        | État       | Membre                     | Fossiles                                               | Notes | Images |
| --------------- | ------------- | ---------- | -------------------------- | ------------------------------------------------------ | --- | ------ |
| Ceratodus       | C. fossanovum |            |                            |                                                        | Un poisson pulmoné, ressemblant à l'actuel Neoceratodus, de 1 à 2 mètres de long et une masse pouvant atteindre 35 kilos.                                                                                   |        |
| Ceratodus       | C. ? frazieri |            |                            |                                                        | Un poisson pulmoné, ressemblant à l'actuel Neoceratodus, de 1 à 2 mètres de long et une masse pouvant atteindre 35 kilos.                                                                                   |        |
| Ceratodus       | C. guentheri  |            |                            |                                                        | Un poisson pulmoné, ressemblant à l'actuel Neoceratodus, de 1 à 2 mètres de long et une masse pouvant atteindre 35 kilos.                                                                                   |        |
| Ceratodus       | C. robustus   |            |                            |                                                        | Un poisson pulmoné, ressemblant à l'actuel Neoceratodus, de 1 à 2 mètres de long et une masse pouvant atteindre 35 kilos.                                                                                   |        |
| Ceratodus       | Indéterminé   |            | - Brushy Basin - Salt Wash |                                                        | Représenté par des plaques dentaires. |        |
| Hulettia        | H. hawesi     | - Colorado |                            |                                                        | Un petit poisson du clade des halécostomes d'environ 8 centimètres de long, pour une masse de 5 grammes, vivant en eaux calmes.                                                                             |        |
| cf. Leptolepis  | N/A           | - Colorado |                            | Connu par un seul squelette découvert à Rabbit Valley. | C'est le seul poisson téléostéen connu dans la formation. Il mesure environ 13 centimètres de long, mais est plus haut que ses contemporains Morrolepis et Hulettia. Sa masse est de l'ordre de 35 grammes. |        |
| Morrolepis      | M. schaefferi | - Colorado |                            |                                                        | Un palaeoniscoïde de 20 centimètres de long, pour une masse de 110 grammes avec une grande nageoire dorsale en arrière sur le corps et une nageoire caudale asymétrique.                                    |        |
| Potamoceratodus | P. guentheri  | - Colorado |                            |                                                        | Autrefois considéré comme une espèce de Ceratodus. |        |

### Lézards et serpents
| Genre           | Espèce       | État                 | Membre | Fossiles | Notes |
| --------------- | ------------ | -------------------- | ------ | -------- | --- |
| Diablophis      | D. gilmorei  | - Colorado           |        |          | Un serpent très primitif, décrit à l'origine comme une espèce appartenant au genre Parviraptor, avant que ne soit créé son propre genre. |
| Dorsetisaurus   |              | - Wyoming            |        |          | Un lézard anguimorphe. |
| Paramacellodus  |              | - Colorado - Wyoming |        |          | Un petit lézard scincomorphe avec des dents émoussées.                                                                                   |
| Saurillodon     | Indéterminé  | - Colorado           |        |          | Un lézard scincomorphe connu également dans le Jurassique moyen d'Angleterre et d'Écosse et dans le Jurassique supérieur du Portugal.    |
| Schillerosaurus | S. utahensis | - Utah               |        |          | Un petit lézard scincomorphe de position taxonomique incertaine, le seul genre de lézard endémique à la formation de Morrison.           |

### Mammaliaformes
De nombres taxons de cynodontes mammaliaformes, principalement des mammifères primitifs, sont connus dans la formation. Quasiment tous sont de petite taille, mais ils occupent néanmoins une grande variété de niches écologiques.

#### Tinodontidés
| Genre      | Espèce          | État      | Membre | Fossiles | Notes                                                   |
| ---------- | --------------- | --------- | ------ | -------- | ------------------------------------------------------- |
| Eurylambia | E. aequicrurius | - Wyoming |        |          | Un tinodontidé similaire en apparence au genre Tinodon. |
| Tinodon    | T. bellus       | - Wyoming |        |          |                                                         |
| Tinodon    | T. lepidus      | - Wyoming |        |          |                                                         |

#### Eutriconodontes
| Genre         | Espèce         | État      | Membre | Fossiles | Notes                                             |
| ------------- | -------------- | --------- | ------ | -------- | ------------------------------------------------- |
| Amphidon      | A. superstes   | - Wyoming |        |          | Un petit amphidontidé.                            |
| Aploconodon   | A. comoensis   | - Wyoming |        |          | Un amphilestidé.                                  |
| Comodon       | C. gidleyi     | - Wyoming |        |          | Un amphilestidé un peu plus grand qu'Aploconodon. |
| Phascalodon   | P. gidleyi     | - Wyoming |        |          |                                                   |
| Triconolestes | T. curvicuspis | - Utah    |        |          | Un Volaticotherini.                               |
| Trioracodon   | T. bisulcus    | - Wyoming |        |          | Un eutriconodonte semblable à Priacodon.          |

#### Multituberculés
| Genre        | Espèce         | État              | Membre | Fossiles | Notes |
| ------------ | -------------- | ----------------- | ------ | -------- | ----- |
| Ctenacodon   | C. laticeps    | - Wyoming         |        |          |       |
| Ctenacodon   | C. scindens    |                   |        |          |       |
| Ctenacodon   | C. serratus    | - Wyoming         |        |          |       |
| Glirodon     | G. grandis     | - Colorado - Utah |        |          |       |
| Morrisonodon | M. brentbaatar | - Wyoming         |        |          |       |
| Priacodon    | P. ferox       | - Wyoming         |        |          |       |
| Priacodon    | P. fruitaensis | - Colorado        |        |          |       |
| Priacodon    | P. grandaevus  | - Wyoming         |        |          |       |
| Priacodon    | P. lulli       | - Wyoming         |        |          |       |
| Priacodon    | P. robustus    | - Wyoming         |        |          |       |
| Psalodon     | P. fortis      |                   |        |          |       |
| Psalodon     | P. marshi      |                   |        |          |       |
| Psalodon     | P. potens      |                   |        |          |       |
| Zofiabaatar  | Z. pulcher     | - Wyoming         |        |          |       |

#### Autres
| Genre        | Espèce           | État       | Membre | Fossiles | Notes |
| ------------ | ---------------- | ---------- | ------ | -------- | ----- |
| Docodon      | D. victor        |            |        |          |       |
| Fruitafossor | F. windscheffeli | - Colorado |        |          |       |

#### Dryolestoïdes
| Genre          | Espèce           | État             | Membre | Fossiles | Notes |
| -------------- | ---------------- | ---------------- | ------ | -------- | --- |
| Amblotherium   | A. gracilis      | - Colorado       |        |          | Un petit dryolestidé. |
| Araeodon       | A. intermissus   | - Utah - Wyoming |        |          | Un paurodontidé plus petit que les genres Archaeotrigon et Paurodon. Considéré comme un synonyme junior de Paurodon valens par Averianov et Martin (2015)                      |
| Archaeotrigon  | A. brevimaxillus | - Wyoming        |        |          | Deux paurodontidés semblables en apparence au genre Paurodon. Les deux espèces sont considérées comme des synonymes juniors de Paurodon valens par Averianov et Martin (2015). |
| Archaeotrigon  | A. distagmus     |                  |        |          | Deux paurodontidés semblables en apparence au genre Paurodon. Les deux espèces sont considérées comme des synonymes juniors de Paurodon valens par Averianov et Martin (2015). |
| Comotherium    | C. richi         | - Wyoming        |        |          | Un paurodontidé. |
| Dryolestes     | D. obtusus       |                  |        |          | Un dryolestidé. |
| Dryolestes     | D. priscus       | - Wyoming        |        |          | Un dryolestidé. |
| Dryolestes     | D. tenax         |                  |        |          | Un dryolestidé. |
| Euthlastus     | E. cordiformis   | - Wyoming        |        |          | Un paurodontidé. |
| Foxraptor      | F. atrox         | - Wyoming        |        |          | Un paurodontidé d'une taille similaire à celle de Paurodon, considéré comme un synonyme junior de Paurodon valens par Averianov et Martin (2015).                              |
| Herpetairus    | H.               |                  |        |          | |
| Kepolestes     | K.               | - Colorado       |        |          | |
| Laolestes      | L. eminens       |                  |        |          | Un dryolestidé courant. |
| Laolestes      | L. grandis       |                  |        |          | Un dryolestidé courant. |
| Malthacolestes | M.               |                  |        |          | |
| Melanodon      | M.               |                  |        |          | |
| Miccylotyrans  | M. minimus       | - Morrison       |        |          | Un dryolestidé. |
| Paurodon       | P. valens        | - Wyoming        |        |          | Un paurodontidé. |
| Pelicopsis     | P. dubius        | - Wyoming        |        |          | Un paurodontidé considéré comme un synonyme junior de Paurodon valens par Averianov et Martin (2015).                                                                          |
| Tathiodon      | T. agilis        | - Wyoming        |        |          | Un paurodontidé. |

### Ptérosaures
Les os fragiles de ptérosaures sont rares dans la formation de Morrison, mais se retrouvent cependant sur différents sites.
| Genre           | Espèce             | État                 | Membre         | Fossiles     | Notes |
| --------------- | ------------------ | -------------------- | -------------- | ------------ | --- |
| Comodactylus    | C. ostromi         | - Wyoming            | - Brushy Basin | Un spécimen. | Nomen dubium |
| Dermodactylus   | D. montanus        | - Wyoming            | - Brushy Basin | Un spécimen. | Nomen dubium |
| Harpactognathus | H. gentryii        | - Wyoming            | - Brushy Basin | Un spécimen. | Un grand rhamphorhynchoïde d'une envergure de 2,50 mètres pour une masse d'environ 1,50 kilo ; Harpactognathus est proche du genre Scaphognathus découvert dans le calcaire de Solnhofen en Allemagne. |
| Kepodactylus    | K. insperatus      | - Colorado           | - Brushy Basin | Un spécimen. | Un grand pterodactyloïde d'une envergure de 2,50 mètres pour une masse d'environ 1,50 kilo. Il est peut-être proche des dsungaripteroïdes asiatiques.                                                  |
| Laopteryx       | L. priscus         | - Wyoming            | - Brushy Basin | Un spécimen. | Nomen dubium identifié à l'origine comme un oiseau. |
| Mesadactylus    | M. ornithosphyos   | - Colorado           | - Brushy Basin |              | |
| Pteraichnus     | P. saltwashensis'* | - Arizona - Oklahoma | - Saltwash     |              | |
| Utahdactylus    | U. kateae          | - Utah               | - Tidwell      | Un spécimen. | Reptile diapside Nomen dubium. |

### Sphénodontes
| Genre       | Espèce      | État                        | Membre | Fossiles | Notes                                                      |
| ----------- | ----------- | --------------------------- | ------ | -------- | ---------------------------------------------------------- |
| Eilenodon   | E. robustus | - Colorado                  |        |          | Un sphénodonte d'assez grande taille.                      |
| Opisthias   | O. rarus    | - Colorado - Utah - Wyoming |        |          | Un sphénodonte semblable en apparence aux Tuatara actuels. |
| Theretairus | T. antiquus | - Wyoming                   |        |          | Un petit sphénodonte.                                      |

### Tortues
Les tortues (Testudines) sont très communes dans la formation de Morrison grâce à la robustesse de leurs carapaces et de leurs os qui fossilisent facilement. La plus commune est Glyptops plicatus suivie de Dinochelys whitei. Les autres espèces sont Dorsetochelys buzzops et Uluops uluops.
| Genre         | Espèce        | État                        | Membre             | Fossiles | Notes |
| ------------- | ------------- | --------------------------- | ------------------ | -------- | ----- |
| Chelonipus    |               | - Colorado - Utah           | - Salt Wash Member |          |       |
| Compsemys     | C. plicatulus | - Colorado                  |                    |          |       |
| Dinochelys    | D. whitei     | - Colorado - Utah - Wyoming |                    |          |       |
| Dorsetochelys | D. buzzops    |                             |                    |          |       |
| Glyptops      | G. plicatulus | - Colorado - Wyoming        |                    |          |       |
| Glyptops      | G. ornatus    | - Wyoming                   |                    |          |       |
| Glyptops      | G. utahensis  | - Utah                      |                    |          |       |
| Uluops        | U. uluops     | - Wyoming                   |                    |          |       |